# Leptogaster stackelbergi
Leptogaster stackelbergi är en tvåvingeart som beskrevs av Pavel Lehr 1961. Leptogaster stackelbergi ingår i släktet Leptogaster och familjen rovflugor. Inga underarter finns listade i Catalogue of Life.